# Jean-Marc Gounon
Jean-Marc Gounon (Aubenas, 1 de Janeiro de 1963) é um ex-automobilista francês de Fórmula 1.

## O início
Gounon teve seu primeiro contato com o esporte a motor aos 15 anos, no kart, onde disputou diversos campeonatos durante sete anos. Em 1985, estreia em monopostos pela Fórmula Renault, sendo vice-campeão nos dois anos seguintes.

## Fórmula 3
Na Fórmula 3, terminou a temporada de 1988 em quarto lugar e eleito o estreante do ano, mas vencendo o campeonato um ano depois. Já na Fórmula-3000, os resultados foram poucos expressivos, somando apenas duas vitórias nos três anos em que correu na categoria.

## Os testes e a chegada à F-1
Em 1992, quando fez alguns testes pela equipe Larrousse, Gounon esteve próximo de conquistar a maior oportunidade de sua carreira. Mas a tão sonhada vaga na principal categoria do automobilismo mundial só apareceu na March, já a caminho da falência, o que não representava um bom negócio. Com a confirmação de que a equipe inglesa não disputaria a temporada de 1993, restou a Gounon esperar dez meses até que Giancarlo Minardi lhe desse uma chance em sua equipe, para substituir o brasileiro Christian Fittipaldi nas duas últimas etapas do campeonato.
Nesse caso, o dinheiro trazido por Gounon, graças a um generoso patrocínio do governo francês, falou mais alto do que o seu próprio talento. O motivo é que Minardi precisava saldar algumas dívidas com a Ford e assim garantir o fornecimento de motores para os GPs: Japão e Austrália. Apesar da vaga garantida, a estreia de Gounon não foi das melhores, com dois abandonos nas duas etapas finais da temporada. Em 1994, Gounon disputaria algumas provas pela Simtek, mas novamente o dinheiro falou mais alto, desta vez a favor do falecido austríaco Roland Ratzenberger.
Após alguns meses de espera, Gounon faz sua estréia pela equipe no GP da França, mas o clima na Simtek já não era o mesmo depois da morte de Ratzenberger no GP de San Marino e o grave acidente de Andrea Montermini nos treinos para o GP da Espanha. Depois de sete provas disputadas, sempre largando da 13ª fila e obtendo resultados desanimadores (o melhor resultado foi o 9º lugar na França), Gounon - que chegou a negociar uma vaga na Footwork - abandonava para sempre o sonho de continuar na Fórmula 1.
Nos anos seguintes, passou a se dedicar exclusivamente às competições de turismo, entre elas o FIA GT e as 24 Horas de Le Mans, onde obteve relativo sucesso.

### Fórmula 1
(legenda) 
| Ano  | Equipe          | Chassis      | Motor      | 1   | 2   | 3   | 4   | 5   | 6   | 7        | 8         | 9         | 10        | 11        | 12        | 13        | 14  | 15        | 16        | Pontos | Posição  |
| ---- | --------------- | ------------ | ---------- | --- | --- | --- | --- | --- | --- | -------- | --------- | --------- | --------- | --------- | --------- | --------- | --- | --------- | --------- | ------ | -------- |
| 1993 | Minardi F1 Team | Minardi M193 | Ford HB V8 | RSA | BRA | EUR | SMR | ESP | MON | CAN      | FRA       | GBR       | GER       | HUN       | BEL       | ITA       | POR | JAP Ret G | AUS Ret G | 0      | NC       |
| 1994 | MTV Simtek Ford | Simtek S941  | Ford HB V8 | BRA | PAC | SMR | MON | ESP | CAN | FRA 9º G | GBR 16º G | GER Ret G | HUN Ret G | BEL 11º G | ITA Ret G | POR 15º G | EUR | JPN       | AUS       | 0      | NC (29º) |

### 24 Horas de Le Mans[1]
| Ano  | Equipe                                     | Nº | Co-Pilotos                                  | Chassi                       | Pneus | Classe | Voltas | Posição Geral | Posição Na Categoria |
| Ano  | Equipe                                     | Nº | Co-Pilotos                                  | Motor                        | Pneus | Classe | Voltas | Posição Geral | Posição Na Categoria |
| ---- | ------------------------------------------ | -- | ------------------------------------------- | ---------------------------- | ----- | ------ | ------ | ------------- | -------------------- |
| 1995 | Venturi Automobiles Racing                 | 44 | Paul Belmondo Arnaud Trévisiol              | Venturi 600LM                | M     | GT1    | 193    | NC            | NC                   |
| 1995 | Venturi Automobiles Racing                 | 44 | Paul Belmondo Arnaud Trévisiol              | Renault PRV 3.0L Turbo V6    | M     | GT1    | 193    | NC            | NC                   |
| 1996 | Ennea SRL Igol                             | 45 | Eric Bernard Paul Belmondo                  | Ferrari F40 GTE              | P     | GT1    | 40     | DNF           | DNF                  |
| 1996 | Ennea SRL Igol                             | 45 | Eric Bernard Paul Belmondo                  | Ferrari F120B 3.5L Turbo V8  | P     | GT1    | 40     | DNF           | DNF                  |
| 1997 | Gulf Team Davidoff GTC Racing              | 41 | Pierre-Henri Raphanel Anders Olofsson       | McLaren F1 GTR               | M     | GT1    | 360    | 2º            | 1º                   |
| 1997 | Gulf Team Davidoff GTC Racing              | 41 | Pierre-Henri Raphanel Anders Olofsson       | BMW S70 6.0L V12             | M     | GT1    | 360    | 2º            | 1º                   |
| 1998 | AMG-Mercedes                               | 36 | Ricardo Zonta Christophe Bouchut            | Mercedes-Benz CLK-LM         | B     | GT1    | 31     | DNF           | DNF                  |
| 1998 | AMG-Mercedes                               | 36 | Ricardo Zonta Christophe Bouchut            | Mercedes-Benz M119 5.0L V8   | B     | GT1    | 31     | DNF           | DNF                  |
| 1999 | AMG-Mercedes                               | 4  | Mark Webber Jean-Marc Gounon Marcel Tiemann | Mercedes-Benz CLR            | B     | LMGTP  | -      | DNS           | DNS                  |
| 1999 | AMG-Mercedes                               | 4  | Mark Webber Jean-Marc Gounon Marcel Tiemann | Mercedes-Benz GT108C 5.7L V8 | B     | LMGTP  | -      | DNS           | DNS                  |
| 2000 | Thomas Bscher Promotion David Price Racing | 15 | Thomas Bscher Geoff Lees                    | BMW V12 LM                   | G     | LMP900 | 180    | DNF           | DNF                  |
| 2000 | Thomas Bscher Promotion David Price Racing | 15 | Thomas Bscher Geoff Lees                    | BMW S70 6.0L V12             | G     | LMP900 | 180    | DNF           | DNF                  |
| 2003 | Courage Compétition                        | 13 | Jonathan Cochet Stéphane Grégoire           | Courage C60                  | M     | LMP900 | 360    | 7º            | 5º                   |
| 2003 | Courage Compétition                        | 13 | Jonathan Cochet Stéphane Grégoire           | Judd GV4 4.0L V10            | M     | LMP900 | 360    | 7º            | 5º                   |
| 2004 | Courage Compétition                        | 31 | Alexander Frei Sam Hancock                  | Courage C65                  | M     | LMP2   | 127    | DNF           | DNF                  |
| 2004 | Courage Compétition                        | 31 | Alexander Frei Sam Hancock                  | JPX 3.4L V6                  | M     | LMP2   | 127    | DNF           | DNF                  |
| 2005 | Audi Playstation Team Oreca                | 4  | França Franck Montagny · Stéphane Ortelli   | Audi R8                      | M     | LMP1   | 362    | 4º            | 4º                   |
| 2005 | Audi Playstation Team Oreca                | 4  | França Franck Montagny · Stéphane Ortelli   | Audi 3.6L Turbo V8           | M     | LMP1   | 362    | 4º            | 4º                   |
| 2006 | Courage Compétition                        | 13 | Shinji Nakano Haruki Kurosawa               | Courage LC70                 | Y     | LMP1   | 35     | DNF           | DNF                  |
| 2006 | Courage Compétition                        | 13 | Shinji Nakano Haruki Kurosawa               | Mugen MF458S 4.5L V8         | Y     | LMP1   | 35     | DNF           | DNF                  |
| 2007 | Courage Compétition                        | 13 | Guillaume Moreau Stefan Johansson           | Courage LC70                 | M     | LMP1   | 175    | DNF           | DNF                  |
| 2007 | Courage Compétition                        | 13 | Guillaume Moreau Stefan Johansson           | AER P32T 3.6L Turbo V8       | M     | LMP1   | 175    | DNF           | DNF                  |
| 2008 | Epsilon Euskadi                            | 21 | Shinji Nakano Stefan Johansson              | Epsilon Euskadi EE1          | M     | LMP1   | 158    | DNF           | DNF                  |
| 2008 | Epsilon Euskadi                            | 21 | Shinji Nakano Stefan Johansson              | Judd GV5.5 S2 5.5 L V10      | M     | LMP1   | 158    | DNF           | DNF                  |